# Kuussaari (ö i Lappland, Tunturi-Lappi, lat 67,12, long 24,37)
Kuussaari är en ö i Finland. Den ligger i sjön Pasmajärvi och i kommunen Kolari i den ekonomiska regionen  Fjäll-Lappland  och landskapet Lappland, i den norra delen av landet, 800 km norr om huvudstaden Helsingfors. Öns area är 0,3 hektar och dess största längd är 100 meter i sydväst-nordöstlig riktning.